# Bacidina penicillata
Bacidina penicillata är en lavart som beskrevs av Aptroot, M. Cáceres, Lücking & Sparrius. Bacidina penicillata ingår i släktet Bacidina och familjen Ramalinaceae.   Inga underarter finns listade i Catalogue of Life.